# Blankenburger FV
Der Blankenburger FV ist ein Fußballverein in der Nordharzer Kleinstadt Blankenburg. Sein offizieller Name lautet „Blankenburger vereinigter Fußball-Verein 1921 e. V.“

## Geschichte

### Vorgeschichte bis 1945
Am 20. Mai 1921 gründete sich in der Harzstadt der „Verein für Bewegungsspiele“, kurz VfB 1921. Neben dem VfB spielten weitere Vereine Fußball, wie die Freie Turnerschaft, der Turnverein Jahn, die Sportgruppe Rot-Sport und die Blankenburger Turnerschaft (BT). Am 2. April 1934 schlossen sich der VfB und die BT zur Spielgemeinschaft VfB/BT zusammen. Nach dem Zweiten Weltkrieg mussten aufgrund der Direktive Nr. 23 des Alliierten Kontrollrats der Besatzungsmächte alle Sportvereine aufgelöst werden, sodass auch die SG VfB/BT 1945 aus dem Vereinsregister gestrichen wurde.

### Fußball in der DDR
Trotz der Vereinsauflösung gestatteten die sowjetischen Besatzer in ihrem Bereich Sportwettkämpfe, zunächst begrenzt auf Stadt- und Kreisebene. In Blankenburg gründeten daher Sportler im Frühjahr 1946 unter der Obhut der kommunistischen Jugendorganisation „Freie Deutsche Jugend“ (FDJ) die „Volkssportgemeinschaft der FDJ“. Im Laufe des Jahres 1948, inzwischen waren überregionale Wettkämpfe erlaubt, wurde der ostdeutsche Sport auf der Basis von Trägerbetrieben in so genannten Betriebssportgemeinschaften (BSG) neu organisiert. In Blankenburg wurde unter der Trägerschaft der metallverarbeitenden Harzer Werke am 11. Oktober 1948 die BSG Sanar Harzer Werke Blankenburg gegründet. Nachdem die Trägerbetriebe nach Sparten geordnet in zentralen Sportvereinigungen zusammengefasst worden waren, wurde die BSG in Motor Blankenburg umbenannt. „Motor“ war die Sportvereinigung für den Bereich des Maschinen- und Fahrzeugbaues.
Die Sektion Fußball der BSG Motor war 1952 Gründungsmitglied der neu geschaffenen Bezirksliga Magdeburg, zu dieser Zeit die 3. Liga im DDR-Fußball. Der 11. Platz reichte in dieser Saison jedoch nicht für den Klassenerhalt, sodass die Mannschaft in die Viertklassigkeit absteigen musste. Ab 1954 spielte Motor wieder in der Bezirksliga, erhielt 1956 im Rahmen einer Umstrukturierung der Trägerschaft den Namen BSG Stahl Blankenburg und wurde für 19 Jahre Dauergast in der Bezirksliga. Nachdem die Mannschaft lange Zeit im unteren Tabellendrittel gespielt hatte, zeigte sich in der Spielzeit 1972/73 mit Rang 3 ein Aufwärtstrend, der in der folgenden Saison mit der Bezirksmeisterschaft untermauert wurde. Stahl Blankenburg hatte sich damit für die zweitklassige DDR-Liga qualifiziert.
Nach einem etwas holprigen Start mit zwei 9. Plätzen im Zwölferfeld der Ligastaffel C hatten die Harzer Fuß gefasst und belegten zwischen 1977 und 1981 viermal Rang 2 und einmal den 3. Platz. Für diese erfolgreiche Zeit des Blankenburger Fußballs sorgten oberligaerfahrene Spieler des 1. FC Magdeburg wie Heinz Oelze und Peter Kohde, vor allem aber der frühere Nationaltorwart Ulrich Schulze, die alle in Blankenburg ihre Karriere ausklingen ließen. Trainer in dieser Zeit war Jörg Ohm, der seine Erfahrung von 111 Oberligaspielen einbringen konnte. In den Jahren 1977, 1979 und 1981 erreicht die Stahl-Mannschaft jeweils die 2. Hauptrunde im DDR-Fußballpokal und traf dort auf so prominente Oberligateams wie FC Rot-Weiß Erfurt, FC Carl Zeiss Jena und den Halleschen FC Chemie, gegen die dann allerdings das Pokalaus folgte. Gespielt wurde im 1931 eröffneten, 8000 Zuschauer fassenden Sportforum am Regensteinweg. 1978 wurde dort in der Begegnung Stahl Blankenburg – Einheit Wernigerode mit 7300 Zuschauern ein Besucherrekord aufgestellt. In der Saison 1982/83 kam der jähe Absturz der Mannschaft, sie landete auf dem letzten Tabellenplatz und musste nach neun Jahren Zweitklassigkeit wieder zurück in die Bezirksliga. Dort verblieb sie bis zum Ende des DDR-Fußballs im Jahre 1991.

### Vereinsgründungen ab 1990
Nach den wirtschaftlichen Veränderungen im Verlauf der politischen Wende von 1989 konnte das System der Betriebssportgemeinschaften nicht weitergeführt werden. An dessen Stelle gründeten ehemalige BSG-Mitglieder 1990 den eingetragenen Verein SG Stahl Blankenburg, u. a. mit einer 400 Mitglieder starken Fußballabteilung. Gespielt wurde in der zweithöchsten Spielklasse des Landesverbandes Sachsen-Anhalt, der Landesliga, zu dieser Zeit die 5. Liga im DFB-Spielbetrieb. Ab 1992 gab es in Blankenburg Bemühungen, den Fußballsport weiter zu bündeln. Als Ergebnis wurde am 1. Juli 1993 durch Fusion der Fußballabteilung der SG Stahl und des VFV 67 Blankenburg der „Blankenburger vereinigte Fußball-Verein 1921 e. V.“ (BFV) gegründet. Zum ersten Präsidenten wurde der Blankenburger Geschäftsmann Rolf Selle gewählt und der ehemalige Oberligaspieler Heinz Oelze wurde Trainer. Für zwei Jahre (1998–2000) übte auch der viermalige Fußballnationalspieler Markus Wuckel das Präsidentenamt aus und war daneben auch Spielertrainer.

### Sportliche Entwicklung nach 1990
Im Jahr 1996 gelang der Aufstieg in die Verbandsliga Sachsen-Anhalt. Mit Platz 16 musste der BFV umgehend 1997 wieder absteigen und wurde anschließend in der Landesliga zur Landesklasse durchgereicht. Die Saison 1997/98 hatte mit einem Eklat begonnen, als die Mannschaft aus Protest gegen die Entlassung des Trainers Frank Rosenthal streikte. Wichtige Spieler verließen den Verein, der Neuaufbau unter dem neuen Trainer Frank Matuschka scheiterte. 2001 reichte ein 2. Platz zum Wiederaufstieg in Landesliga, da der SV Darlingerode/Drübeck auf sein Aufstiegsrecht verzichtete. In der Landesliga konnte sich der BFV bis 2007 halten, musste dann jedoch als Tabellenletzter wieder in die Landesklasse absteigen, die seit 2008 – nach Einführung der 3. Liga im DFB-Spielbetrieb – nur noch die 8. Ligaebene darstellt. 2009 gelang für eine Saison die Rückkehr in die Landesliga, danach wurde wieder in der Landesklasse gespielt.

## Personen
- Werner Drews, kam 1982 von Stahl Riesa, 15 Oberligaspiele
- Jürgen Ebeling, kam 1978 vom 1. FC Magdeburg, 5 Oberligaspiele
- Dietmar Hempel, kam 1977 vom 1. FC Magdeburg, 5 Oberligaspiele, 18 Juniorenländerspiele
- Peter Kohde, kam 1979 vom 1. FC Magdeburg, 19 Oberligaspiele, 8 Juniorenländerspiele
- Heinz Oelze, kam 1976 vom 1. FC Magdeburg, 69 Oberligaspiele, 5 Nachwuchsländerspiele, von 1993 bis 1996 Trainer beim BFV
- Jörg Ohm, Trainer von 1976 bis 1981, 111 Oberligaspiele für Chemie Leipzig und den 1. FC Magdeburg, 4 Juniorenländerspiele
- Ulrich Schulze, kam 1977 vom 1. FC Magdeburg, 152 Oberligaspiele für Lok Leipzig und den 1. FCM, ein DDR-Länderspiel
- Erik Weinhauer, spielt für de FC Erzgebirge Aue in der 3. Liga
- Markus Wuckel, ging 1985 zum 1. FC Magdeburg (116 Oberligaspiele), danach weitere Zweitbundesligavereine, 4 DDR-Länderspiele, 1998–2000 Präsident und Spielertrainer des BFV

## Statistik ab 1952
| DDR-Fußball | DDR-Fußball                 | DDR-Fußball |
| ----------- | --------------------------- | ----------- |
| 1952/53     | Bezirksliga Magdeburg       | 3. Liga     |
| 1953–1955   | Bezirksklasse Magdeburg     | 4. Liga     |
| 1955–1974   | Bezirksliga Magdeburg       | 3./4. Liga  |
| 1974–1983   | DDR-Liga                    | 2. Liga     |
| 1983–1991   | Bezirksliga Magdeburg       | 3. Liga     |
| DFB-Fußball |                             |             |
| 1991–1996   | Landesliga Sachsen-Anhalt   | 5./6. Liga  |
| 1996/97     | Verbandsliga Sachsen-Anhalt | 5. Liga     |
| 1997/98     | Landesliga Sachsen-Anhalt   | 6. Liga     |
| 1998–2000   | Landesklasse Sachsen-Anhalt | 7. Liga     |
| 2000–2007   | Landesliga Sachsen-Anhalt   | 6. Liga     |
| 2007–2009   | Landesklasse Sachsen-Anhalt | 7./8. Liga  |
| 2009/10     | Landesliga Sachsen-Anhalt   | 7. Liga     |
| 2010 – 2018 | Landesklasse Sachsen-Anhalt | 8. Liga     |
| ab 2018/19  | Landesliga Sachsen-Anhalt   | 7. Liga     |